# Pastor belga
El pastor belga u ovejero belga es el nombre de las cuatro razas o variedades de perros originarias de Bélgica, dependiendo de la asociación cinológica que consultemos. Las cuatro razas o variedades son: Groenendael, Laekenois, Tervueren y Malinois.

## Historia
A finales del siglo XIX existía en Bélgica un gran número de perros conductores de rebaños de tipos heterogéneos y pelajes de una gran diversidad. Algunos cinófilos (cinógrafos) constituyeron un grupo con la guía del profesor A. Reul, de la escuela de Medicina Veterinaria de Cureghem, con el objetivo de crear una raza unificada y estandarizada.
El pastor belga fue reconocido oficialmente como raza entre 1891 y 1897. El 29 de septiembre de 1891 se fundó en Bruselas el "Club del Perro de Pastor Belga". El 15 de noviembre de ese mismo año el profesor A. Reul reunió en Cureghem 117 perros, sobre los que creó un censo y seleccionó un grupo con los mejores ejemplares. En los años siguientes tuvo lugar una selección y crianza recurriendo a las cruzas consanguíneas entre algunos sementales.
El 3 de abril de 1892 el «Club del Perro de Pastor Belga» redactó un primer estándar detallado de la raza. Se admitió una sola raza, con tres variedades de pelo. En esa época el pastor belga era un perro de gente humilde y por lo tanto una raza que carecía aún de prestigio. No fue hasta 1901 que los primeros pastores belgas se registraron en el Libro de los Orígenes de la Société Róyale Saint Hubert (L.O.S.H.).
En el transcurso de los años siguientes, los dirigentes cinófilos aficionados al pastor belga se dedicaron tenazmente a unificar el tipo y corregir los defectos, y en 1910 se establecieron el tipo y el carácter estándar del pastor belga. A través de su historia, el asunto de las diversas variedades y de los colores aceptados ha dado lugar a muchas controversias. Por el contrario, en lo que se refiere a la morfología, el carácter y la aptitud para el trabajo, no han existido desacuerdos.

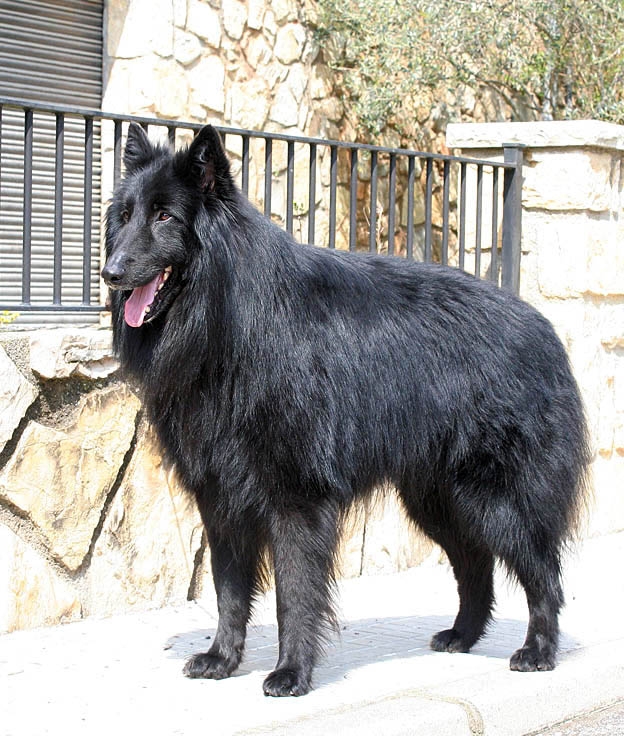
Pastor belga groenendael.

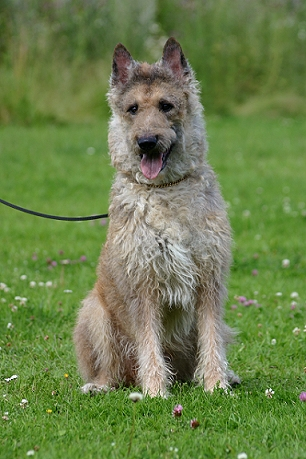
Pastor belga laekenois.

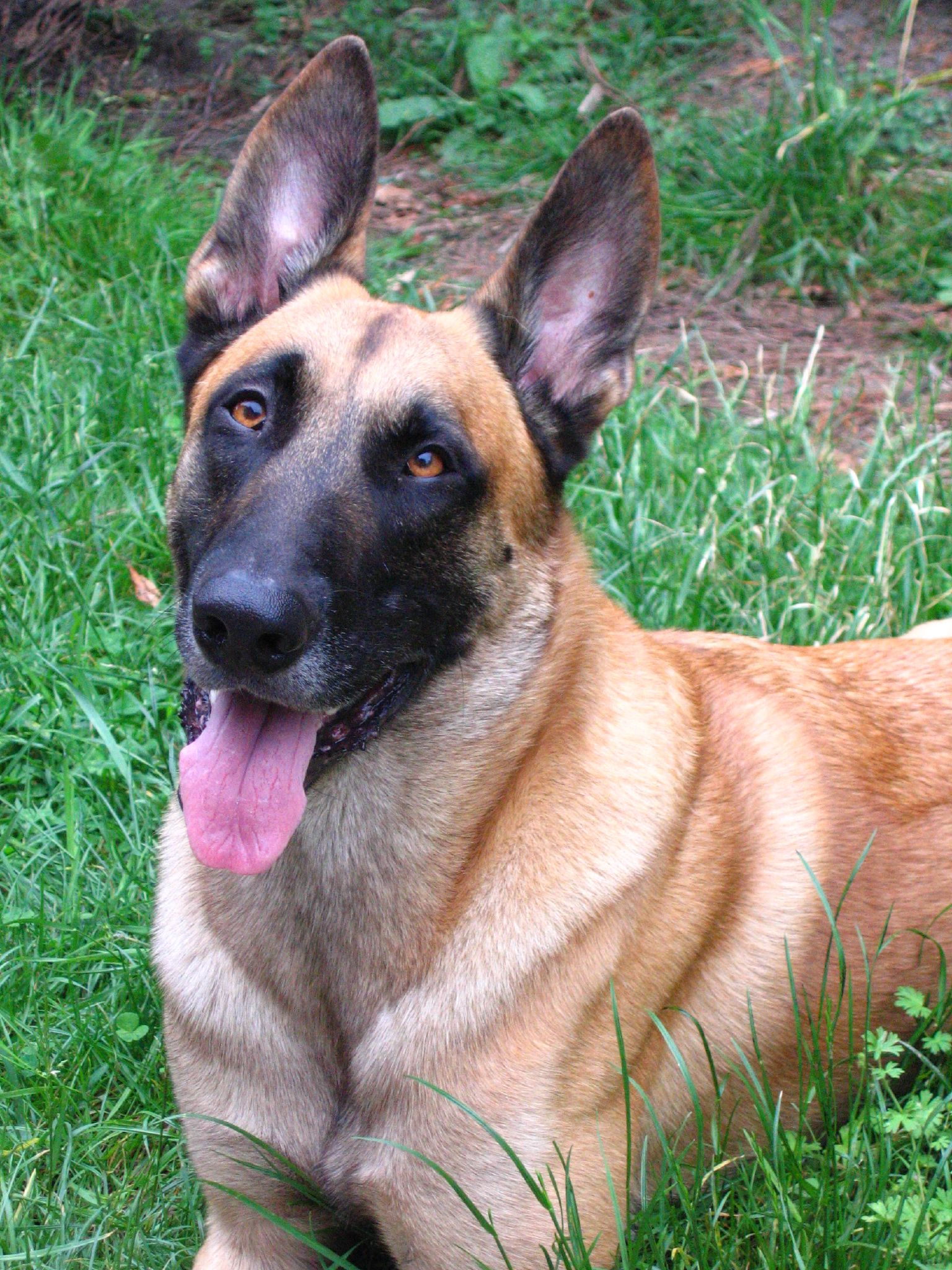
Pastor belga malinois.

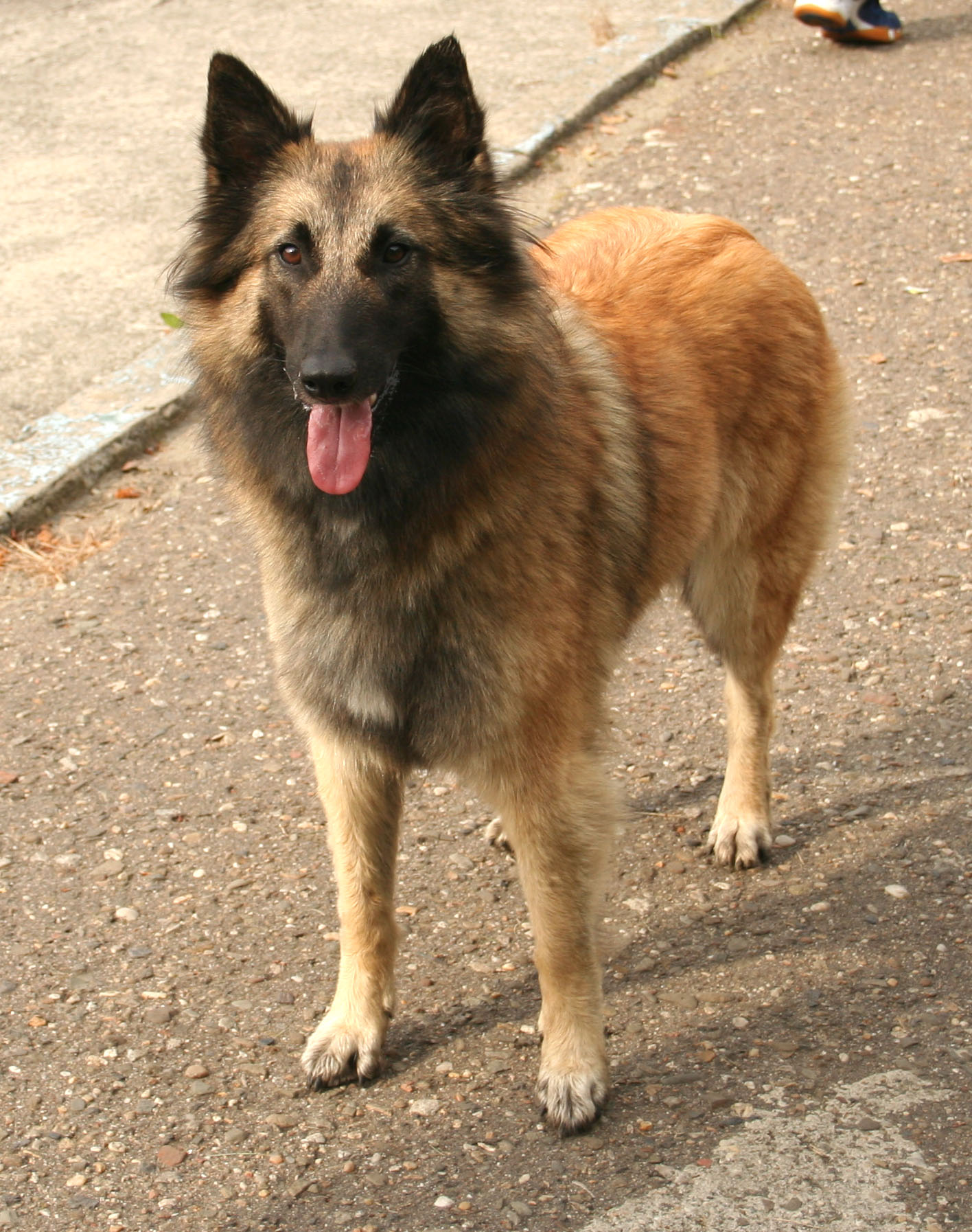
Pastor belga tervuerense.

## Reconocimiento
Para la Federación Cinológica Internacional se trata de cuatro variedades distintas de una misma raza. Otras organizaciones como el American Kennel Club solo reconocen al Groenendael bajo el nombre de Pastor belga. Las organizaciones cinocológicas de Australia y Nueva Zelanda los clasifican como cuatro razas distintas. 
Aun así, ocupan el lugar número 16 ente los perros más inteligentes del mundo. 
Sin embargo, en muchos países como Canadá, Reino Unido, Puerto Rico, México y Sudáfrica, entre otros, se utiliza la clasificación de la FCI, reconociéndolos como cuatro variedades de la misma raza.
Todos son perros inteligentes, trabajadores y de aproximadamente el mismo tamaño y temperamento, aunque difieren superficialmente en su apariencia y pelaje. Están estrechamente relacionados genéticamente, hasta el punto que dentro de la cruza de dos perros con el mismo «tipo» es posible que nazcan cachorros de diferente «variedad» en la camada.

## Descripción
La raza es originaria de Bélgica, específicamente de la región Campine y del norte de Brabante. Desde la Edad Media se les conoce, solo que en esos tiempos existían diferentes variedades clasificadas únicamente por su función, y no por su morfología, puesto que el interés de su crianza se cimentó en la búsqueda de una raza eficiente para el pastoreo.
Son utilizados todavía como perros de pastoreo, y su facilidad para el aprendizaje los transformó en auxiliares de la policía, compitiendo en popularidad por las disciplinas en defensa en contra de los pastores alemanes. Es un perro que se destaca en la defensa de su amo y la propiedad, por esto es necesario proveerle de abundante ejercicio. Es bueno socializarlo y adiestrarlo desde pequeño con paciencia y constancia, ya que de lo contrario puede ser un animal nervioso y poco obediente. Son protectores con los niños y muy vigilantes.
Puesto que la longitud, la dirección, el aspecto y el color del pelo son variados en el pastor belga, se ha adoptado este punto como criterio para distinguir las cuatro variedades de la raza: Groenendael, Tervueren, Malinois y Laekenois. Estas cuatro variedades son juzgadas por separado.
Considerado como el perro más cercano al coyote por sus rasgos físicos y su forma de actuar.

## Salud
Ha habido pocas encuestas de salud acerca de las variedades de pastor belga hechas de forma individual. El Kennel Club de Reino Unido llevó a cabo una encuesta de salud en 2004, de todas las variedades o combinaciones de pastor belga. El Comité de salud del Club de América del perro pastor belga (Groenendael) cuenta con un registro y un cuestionario sanitario, aunque no está claro de cuando se informarán los resultados. El Club americano del Belga Tervuren llevó a cabo encuestas de salud en 1998 y 2003. Solo el reporte de 2003 incluyó información acerca de la esperanza de vida o longevidad.

### Mortalidad
El promedio de vida del pastor belga (en cualquiera de sus 4 variantes) en 2004 en Reino Unido fue de alrededor de 12.5 años. Lo que es alto tanto para los perros pura raza como para los perros de razas de tamaño similar. El más longevo de los 113 pastores belgas utilizados en la encuesta del Reino Unido fue de 18,2 años. En Reino Unido, las principales causas de muerte fueron: cáncer (23%), edad (23%) y fallo de los órganos internos (corazón, riñones, hígado) (13%).

### Enfermedades
Los pastores belgas padecen las enfermedades comunes de los perros en relación con aspectos reproductivos, musculoesqueléticos y cuestiones de la piel. Sin embargo se han realizado estudios acerca de la incidencia de convulsiones y/o epilepsia en la raza. En la encuesta del Reino Unido acerca de los pastores belgas y la del ABTC (American Belgian Tervuren Club), durante 1998 y 2003, respectivamente, cerca del 9% de los perros tenía convulsiones o epilepsia, en comparación al 0.5% y 5.7% de incidentes que se han reportado en las demás razas.